# Musée de l'auditoire
Le musée de l'auditoire, situé 7, Grande-Rue au cœur de la cité médiévale de Sainte-Suzanne, a été acquis en 1973 par l'Association des amis de Sainte-Suzanne, fondée en 1961, et installé dans une maison du XVIIe siècle, ancien auditoire de justice, à l'angle de la Grand'Rue et de la rue Jean-de-Bueil. L'association en fait don à la commune en 2011; en 2014 et 2015 il est géré par la communauté de communes des Coëvrons, et depuis le 1er janvier 2016 par la commune de Sainte-Suzanne-et-Chammes.

## Exposition permanente
Sur neuf salles d'exposition et trois niveaux, le musée retrace plus de trois mille ans d'histoire de la cité et du territoire d'Erve et Charnie à travers l'exposition d'objets authentiques, de maquettes et de scènes reconstituées :
- Période celte et haut Moyen Âge ; pierres vitrifiées ; maquettes de la cité et du camp de Beugy
- Le siège de 1083-1086 par les troupes de Guillaume le Conquérant
- La guerre de Cent Ans. Le musée présente l'armure la plus ancienne conservée en France (1410-1420), des couleuvrines, veuglaires, carreaux d'arbalètes, arcs anglais...
- Le XVIIe siècle et la création de la Poste d'État en France
- La période révolutionnaire, le sel  et la Chouannerie dans l'Ouest ; l'histoire de Perrine Dugué.
- Les carrières et les moulins
- Les forges et la vie industrielle d'autrefois.

## Exposition temporaire
- L'été 2007, le musée a présenté au château de Sainte-Suzanne une exposition "les clés du grenier" sur la vie quotidienne des Suzannais du second empire à la veille de la première guerre mondiale. Constituée d'objets habituellement non exposés au Musée, elle eut lieu dans la "bergerie" du château.
- En 2009, l'exposition avait pour thème : "Chevaliers et Samouraï"
- En 2010, "la Charnie sous la Révolution : Chouans et Républicains"
- En 2011, "La malédiction du loup"
- En 2012, "Les Vikings"
- En 2013, "Le secret des bâtisseurs"
- En 2014, "Coëvrons 1914"
- En 2015, "Les deux guerres mondiales dans les Coëvrons"
- En 2016, exposition-vente d'enluminures.
- En 2017, création de salles supplémentaires d'exposition : pas d'exposition temporaire.
- Depuis 2018, Exposition "Sainte-Suzanne, 3000 ans d'Histoire" renouvelée sur 9 salles et 3 étages.

## Visites
- Le musée est ouvert de mai à septembre aux visiteurs individuels du mercredi au dimanche (et jours fériés) de 14 h 30 à 17 h 30. Il est ouvert toute l'année aux groupes de plus de dix personnes sur réservation. Des visites commentées ont lieu les samedis, dimanches et jours fériés d'été à 15 h 30.

## Ateliers pédagogiques

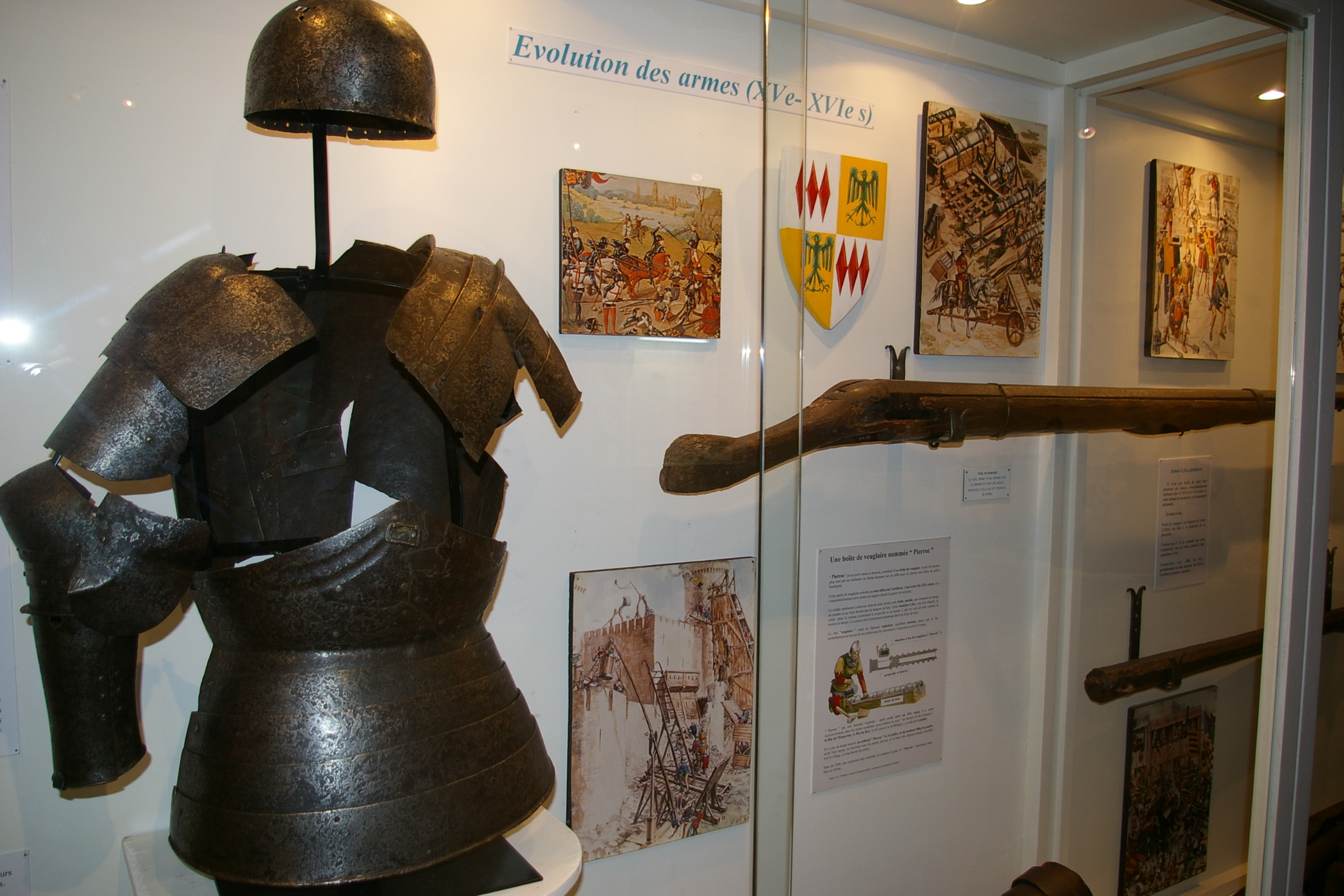
La plus ancienne armure de France : vitrine de la salle Ambroise-de-Loré.

Le musée organise, pour les scolaires encadrés de leurs enseignants, des ateliers pédagogiques, liés à l'histoire de la forteresse.

## Archives et Bibliothèque d'histoire locale
- La commune a réuni un certain nombre d'archives authentiques et dispose de plusieurs centaines d'ouvrages relatifs à l'histoire du village, du  Maine, à leur géographie ou leur sociologie, plus particulièrement pour la région des Coëvrons, de l'Erve et de la Charnie. Ces documents provenant de la mairie, des Amis de Sainte-Suzanne ou de particuliers, sont classés et répertoriés dans une salle spéciale au premier étage de l'hôtel de ville.
- Le musée dispose en outre d'un fonds composé d'outils de nombreux métiers (sabotier, cordonnier, meunier, scieur de long, forgeron, etc.).
- Le musée édite lui-même des ouvrages sur l'histoire locale, et commercialise des livres pédagogiques et historiques :
  - Sainte-Suzanne (Mayenne) cité médiévale, mille ans d'histoire, de Gérard et Jean-Pierre Morteveille, 1988.
  - Moulins à Sainte-Suzanne, de Gérard Morteveille, 1995.
  - Les Moulins à papier et les cartes à jouer à Sainte-Suzanne, de Gérard Morteveille et Hélène Cahierre, 1999.
  - Sainte-Suzanne, cité médiévale, de la motte féodale au château de pierre, de Gérard Morteveille, 1999.
  - L'Occupation et la libération à Sainte-Suzanne et dans les environs proches, 1940-1944, de Gérard Morteveille, 2004.
  - L'Occupation et la libération à Sainte-Suzanne et dans le Pays d'Erve et Charnie, 1940-1944 (supplément à l'édition 2004), de Gérard Morteveille, 2006.
  - Sainte-Suzanne 1900-1930, de Jean-Pierre Morteveille, 2006.
  - Sainte-Suzanne au XXe siècle tome I (1880-1947), tome II (1948-1980), tome III (1981-2015) de Gérard et Jean-Pierre Morteveille, Imp. Jouve, Mayenne, 2012  (ISBN 978-2-9543103-0-5), 2013  (ISBN 978-2-9543103-1-2), 2015  (ISBN 978-2-9543103-2-9)
- Nombreux articles dans la revue "Maine découvertes" (Éd. de la Reinette, Le Mans).